# The Boy from Oz (musical)
The Boy from Oz é um musical jukebox baseado na vida do cantor e compositor Peter Allen e nas canções escritas por ele. O livro foi escrito por Nick Enright. A produção teve sua estreia mundial, dirigido por Gale Edwards, no Teatro Majestade, em Sydney, Austrália, em 5 de Março de 1998 e excursionou por Brisbane, Melbourne, Adelaide e Perth, sendo assistido por mais de 1200000 espectadores. O musical fez no total 766 apresentações ao longo de dois anos. A produção estrelou o showman Todd McKenney como Peter Allen e Chrissy Amphlett do grupo The Divinyls como Judy Garland.

## Sinopse
Em 16 de outubro de 2003, Hugh Jackman estreou no Imperial Theatro de Nova York com The Boy From Oz, peça baseada na vida de Peter Allen, cantor australiano, radicado em Nova York, que trabalhou em muitos musicais na Broadway. Peter foi casado com a cantora e atriz Liza Minelli. Morreu de Aids em 1992. A peça teve um estrondoso sucesso mundial de público e mídia.

## Prêmios
The Boy from Oz foi nomeado para quatro Prêmios Tony em 2004, incluindo melhor musical, melhor ator e melhor livro. Hugh Jackman ganhou o prêmio Tony Award, Theatre World Award e o Drama Desk Award de melhor ator.